# 國際長途電話
國際長途電話是指連接不同國家的電話。這些電話經交換機處理，使用的媒介包括连接不同国家之间的海底電纜、人造衛星、無線電、光纖及IP電話（VOIP）网络。國際長途電話撥號的一般順序是：撥出國國際冠碼+撥入國國際電話區號+目標號碼。
國際長途電話最初需要經接線生接線。自國際直接撥號（IDD）於1970年代發明後，撥打國際長途電話可以不用經接線生。最初國際長途電話的電話費很昂貴，現在由於科技日趨先進，費用日益下降。在2000年代之後，透過網路進行語音通話及訊息互傳的軟體，如Skype等逐漸普及之後，因為可節省國際長途電話的費用甚至无需任何费用，使用率大幅提升，威脅到传统國際長途電話的市場。

## 參看
- 国际电话区号列表
- 長途電話
- 衛星電話